# 中村倫治
中村 倫治（なかむら りんじ）は、日本の地方公務員。東京都福祉保健局長、日本公衆衛生学会副学会長、東京都政策企画局長等を経て、東京都副知事。

## 経歴
1989年名古屋大学法学部研究生修了。名古屋大学陸上競技部出身。同年東京都入庁。2002年中央区副参事（都心再生・計画担当）。2005年東京都総務局総務部副参事（法制担当）。2007年東京都総務局総務部副参事（法規担当）。
同年東京都総務局総務部文書課長。2010年東京都財務局経理部総務課長（統括課長）。2012年東京都財務局担当部長兼総務課長事務取扱。2013年東京都産業労働局担当部長、東京ビッグサイト理事・総務部長。2015年東京都財務局財産運用部長。2017年東京都オリンピック・パラリンピック準備局総務部長。2019年東京都オリンピック・パラリンピック準備局次長兼総務部長事務取扱。
2020年東京都オリンピック・パラリンピック準備局長、東京オリンピック・パラリンピック競技大会組織委員会理事、東京都体育協会副会長、全国スポーツ少年大会顧問、東京都障害者スポーツ大会副会長。
2021年東京都福祉保健局長、日本赤十字社評議員、日本公衆衛生学会副学会長、東京都予防医学協会理事。2022年東京都政策企画局長、東京マラソン財団評議員。2023年から東京都副知事を務め、東京オリンピック・パラリンピック競技大会組織委員会評議員、政策企画局、都市整備局、環境局、建設局、港湾局、会計管理局、収用委員会などを担当する。